# Beni Saíd
Beni Saíd (en árabe: بني سعيد‎, en lenguas bereberes: ⴱⵏⵉ ⵙⵄⵉⴷ, en francés: Bni Saïd) es un municipio marroquí en la región de Tánger-Tetuán-Alhucemas. Desde 1912 hasta 1956 perteneció a la zona norte del Protectorado español de Marruecos.